# Организовани криминал
Организовани криминал, организовани криминалитет и криминалне организације, су термини који представљају транснационално, национално или локално груписање високо централизованих организација које воде криминалци са намером бављења илегалним активностима, најчешће ради остваривања профита. Одређене криминалне организације, као што су терористичке организације, политички су мотивисане.
Остале организације — међу којима су државе, војске, полицијске снаге, као и корпорације-понекад могу користити методе организованог криминала ради постизања својих циљева, али се њихове снаге заснивају на њиховом статусу формалних социјалних институција. Постоји тенденција одвајања организованог криминала од осталих форми злочина, као што су криминал белог оковратника, финансијски злочини, политички злочини, ратни злочини, државни злочини и издаја, међутим, ово раздвајање није увек очигледно, и о њему се још увек воде расправе. На пример, у пропалим државама које не могу више вршити основне функције, као што су образовање, безбедност или владавина, углавном због насиља или екстремног сиромаштва, организовани криминал, владавина и рат често допуњују једно друго. Израз парламентарна мафиократија је коришћен за описивање демократских земаља чије су политичке, социјалне и економске институције под контролом пар породица или пословних олигарха.
У Сједињеним Америчким Државама, Акт за контролу организованог криминала (1970) дефинише организовани криминал као "Грозне активности [...] високо организованог, дисциплинованог друштва [...]". Криминална активност као структурална група се назива рекет, и такав вид злочина се често повезује са радом мафије. У Великој Британији, полиција процењује да се организованим криминалом бави до 38.000 људи окупљени у око 6.000 различитих група. Поред тога, због све већег насиља током Рата против нарко-картела у Мексику, мексички нарко-картели се сматрају "највећом претњом од организованог криминала за Сједињене Америчке Државе" према извештају Министарства правде Сједињених Америчких Држава.
Карактеристике криминалне организације су:
- учешће више од 3 лица у криминалној групи;
- строга хијерархија;
- коришћење насилних средстава, уцена, претњи;
- повезаност са сродним организацијама и
- веза са политиком.

## Модели

### Узрочни модели
Потреба за илегалном робом и услугама негује још централизованије и снажније криминалне синдикате, који на крају могу успети у подривању јавног морала, неутралишући спровођење закона путем корупције и инфилтрирања легалне економије, уколико се не предузму одговарајуће мере. Овај теоријски предлог може бити приказан моделом који се састоји из четири елемента: влада, друштво, илегално тржиште и организовани криминал.

### Организациони модели

#### Мреже између газди и клијената
Мреже између газди и клијената се дефинишу интеракцијама које оне производе. Групације организованих криминала оперишу као мање јединице у оквиру целе мреже, и као такве често више цене своју породицу, фамилијарност и економску средину или традицију. Ове мреже се углавном састоје из:
- хијерархија заснованих на породици, социјалној и културној традицији;
- 'уско повезане' локација рада;
- патријархалних или непотистичких система вредности;
- персонализованих активности, међу којима су породични ривалитет, територијалне расправе, регрутација и тренирање чланова породице, и тд.; и,
- комуникација и механизама за спровођење правила који зависе од организационе структуре, социјалних правила понашања, историје бављења криминалом, и колективитета при доношењу одлука.[6][7]

#### Бирократске операције
Бирократске, тј. корпоративне групације организованог криминала се дефинишу општом крутошћу њихових унутрашњих структура. Фокусирајући се више на то како ове операције функционишу, успевају, одржавају се или избегавају одмазду, оглавном су оличене као:
- Комплексна структура ауторитета;
- Обимна расподела рада међу класама у оквиру организације;
- Меритократска;
- Обавезе извршене на нелични начин;
- Обимна писана правила и регулације; и,
- Комуникација између 'врха'и 'дна' организационе пирамиде и механизми спровођења права.

Међутим, овај модел операције има одређене мане:
- Стратегија комуникације између 'врха' и 'дна' организационе пирамиде је подложна пресретању порука, све више како се приближавамо 'дну' организационе пирамиде;
- Одржавање писмених доказа угрожава безбедност организације, те се заснива на повишеним мерама безбедности;
- Инфилтрација у нише нивое организационе пирамиде може угрозити целу организацију (ефекат "куле од карата"); и,
- Смрт, повреда, хапшења или унутрашње борбе за власт могу доста појачати несигурност операција.

#### Омладинске и уличне банде
Карактеристична култура банди подупире велики број, ако не и све организоване групације; ово се може развити кроз стратегије регрутације, процесе социјалног учења у корективним системима које се доживљава кроз омладинско, породично или вршњачко учешће у злочину, као и принудне акције криминалних ауторитативних фигура. Термин улична банда се користи заједно са термином “омладинска банда,” и односи се на омладинске групе територијално засноване на једном крају или улици, а које спадају у критеријум банди. Милер (1992) дефинише уличну банду као "самооформљену групацију вршњака, уједињених заједничним интересима, са јасном лидерском и унутрашњом организацијом, која делује колективно или индивидуално ради постизања одређених циљева, укључујући и бављење илегалним активностима и контролисањем одређене територије, установе или фирме".
"Зоне транзиције" су пропадајућа суседства у којима се често мења број становника. У таквим областима, сукоби између група, туче, "ратне трке", и краћа поспешују солидарност и кохезију. а ово важи и за ефекат социјалне ексклузије, посебно по питању регрутовања и задржавања. Такође могу бити дефинисани старосним добом (углавном омладина) или утицајем вршњачке групе, али и сталношћу или доследношћу њихове криминалне активности. Ове групе такође формирају своје симболичке идентитете или јавна представљања која су препознатљива широм дате заједнице (боје, симболи, заставе и тетоваже).
Истраживање је фокусирано на питање да ли банде имају формалне структуре, јасну хијерархију и вођство у поређењу са групама одраслих, као и да ли су оне рационалне приликом остварења својих циљева, иако се ставови о структурама, хијерархији и дефинисаним улогама сукобљавају. Неки су проучавали уличне банде које се баве диловањем наркотика, при чему су открили да дате групе имају организовани рационалитет што се тиче њихове структуре и понашања. Чланови банди сами себе доживљавају као део организованог криминала; банде су биле формално рационалне организације, са јаким организационим структурама, јасно дефинисаним улогама и правилима које су усмеравале понашање чланова, као и специфичан и стабилан извор прихода (нпр. наркотици). Падила (1992) се сложио са горе наведеним ставкама. Међутим, неки су сматрали овакве банде више распуштеним него јасно дефинисаним, као и да им недостаје стална фокусираност, да је кохезија била врло ниска, као и да су оне имале мали број заједничких циљева, те низак ниво организационе структуре. Заједничке норме, вредности и лојалност је на ниском ступњу, структура је хаотична, а диференцијација улога и јасна расподела рада је скоро па непостојећа. Такође, коришћење насиља није у складу са принципима рекета ради заштите, политичког застрашивања и трговине наркотицима, којима се баве групе одраслих. У много случајева су чланови банди напредовали из својих омладинских банди до високо развијених групација организованог криминала. Банде и традиционалне криминалне организације не могу се универзално повезати једне са другима (Декер, 1998), мада постоји јасно видљива бенефиција за обе организације приликом њихове сарадње.

### Индивидуална разноликост

#### Предузетнички модел
Предузетнички модел се односи или на индивидуалног криминалца или на мању групу организованих криминалаца који се користи за флуидне групације савременог организованог криминала. Овај модел се прилагођава теорији социјалног учења диференцијалних асоцијација у којима постоје јасне асоцијације и интеракције између криминалаца, приликом којих се дели и шири знање, или одређење вредности; међутим, сматра се да рационални избор није представљен у овом моделу. Избор да се изведе одређени акт, или да се повеже са одређеним криминалним групама се може видети пре као предузетничка одлука - доприношење континуацији криминалног предузећа, максимизујући аспетке који штите и подржавају њихову личну добит. У овом контексту, улога ризика је такође лако разумљива, међутим, дискутабилно је да ли се основна мотивација може видети као чисто предузетништво или предузетништво као производ неког социјалног хендикепа.

### Приступ мултимодела
Култура и етничка припадност пружају средину у којој поверење и комуникација између криминалаца може бити ефикасна и сигурна. Ово на крају може одвести до конкурентске предности за неке групе, међутим, није исправно прихватити ово као једину детерминанту класификације организованог криминала. Ова категоризација обухвата сицилијанску мафију, јамајканску потеру, колумбијске групе које се баве трговином наркотика, нигеријске групе организованог криминала, корзиканску мафију, јапанске Јакузе, корејске криминалне групе и кинеске Тријаде. Из ове перспективе, организовани криминал није модерни феномен - формације криминалних банди из 17. и 18. века испуњавају све критеријуме криминалних организација савременог доба. Оне су лутале руралним границама централне Европе, бавећи се истим илегалним активностима које се повезују са савременим криминалним организацијама, са изузетком прања новца.
Када је Француска револуција створила јаке националне државе, криминалне банде су се преселиле у друге слабо контролисане области, као што су Балкан и југ Италије, где је посејано и семе сицилијанске мафије, основе организованог криминала у Новом Свету.
| Тип модела                    | Средина                          | Група                       | Процеси                                      | Утицаји                                                                                     |
| ----------------------------- | -------------------------------- | --------------------------- | -------------------------------------------- | ------------------------------------------------------------------------------------------- |
| Национални                    | Историјска или културна основа   | Породица или хијерархија    | Тајновитост/повезаност. Веза са побуњеницима | Локална корупција/утицај. Плашљива заједница.                                               |
| Транснационални               | Политички и економски нестабилна | Вертикална интеграција      | Легитимна позадина                           | Стабилно снабдевање недозвољеном робом. Висок ниво корупције.                               |
| Транснационални               | Било која                        | Флексибилна. Мала величина. | Насилан. Опортунистички. Предузимач ризика   | Нестабилно снабдевање разном недозвољеном робом. Експлоатација младих локалних преступника. |
| Предузетнички/транслационални | Развијени региони                | Индивидуално или у пару.    | Рад кроз легитимна предузећа                 | Провизија недозвољених услуга, нпр. прање новца, превара, криминалне мреже.                 |

## Типичне активности
Организовани криминал често напада фирме и пословнице кроз уцену, крађу или преваре као што су отимање теретних возила, крађа добара, вршење стечајне преваре, преваре са осигурањем или акцијама. Организоване криминалне групе такође нападају и појединце путем крађе аутомобила (ради расклапања у радионицама или ради извоза), крађе уметнина, пљачкање банака, провала, крађа накита, компјутерског хаковања, превара кредитним картицама, економске шпијунаже, проневере, крађе идентитета, и преваре при инвестицијама. Неке групе организованог криминала проневеравају националне, државне или локалне владе кроз намештене понуде јавних пројеката, фалсификовање новца, кријумчарење и произвођење неопорезиваног алкохола или цигарета, као и кроз помагање радницима имигрантима да избегну плаћање такси.
Групе организованог криминала потражују корумпиране јавне званичнике на високим положајима како би њихове активности протекле без проблема, или ради добијања упозорења и информација о истрагама и гоњењима.
Групе организованог криминала такође пружају велики избор илегалних услуга и добара, као што су зеленашење са врло високим каматама, атентати, уцене, бомбардовање, илегална кладионица и илегално коцкање, преваре, кршење ауторских права, фалсификовање интелектуалне својине, шанерисање, отмице, проституција, кријумчарење, трговина наркотицима, трговина оружјем, кријумчарење бензина, кријумчарење антиквитета, трговина органима, наручена убиства, фалсификовање докумената, прање новца, намештање спортских утакмица, намештање цена, илегално бацање токсичног отпада, илегална трговина нуклеарним материјалима, кријумчарење војне опреме, кријумчарење нуклеарног оружја, фалсификовање пасоша, кријумчарење имиграната и јефтиних радника, кријумчарење људи, трговина угроженим врстама, трговина људима.

### Насиље
Насиље је Светска здравствена организација дефинисала као "намерну употребу физичке силе или снаге, претње силом или стварне силе, против себе, друге особе или групе људи, које најчешће резултује повредама, смрћу, психолошким повредама, лошим развојем или депривацијом", али прихвата да се укључивање фразе "употреба силе" у овој дефиницији проширује на конвенционално значење речи. Ова дефиниција укључује интернационалност при чињењу самог акта насиља, без обзира на резултат који производи.
Насиље није ни проста употреба силе, већ је њен рад као облик људске делатности у којој се директно или индиректно користи сила. Оно је делатност којом се неки чин, активност, радња или процес отпочињу, врше или заустављају, односно одржавају или разарају насупрот вољи ии интенцији остварења интереса и задовољења потреба објекта насиља уколико је свестан, односно насупрот његовој унутрашњој (природној) структури или законитостима, уколико се не ради о човеку.
Насиље може бити физичко, емоционално (психичко), сексуално или структурално.

#### Напад
Вршење насилних злочина може чинити део оружја криминалних организација које користе ради постизања својих криминогених циљева, због психолошких фактора (културални сукоби, агресија, побуна против ауторитета, приступ недозвољеним супстанцама и тд.), и може бити злочин рационално изабран од стране индивидуалних криминалаца и група које они формирају. Напади се користе као принудне мере, ради застрашивања задужених, супарника или регрута, приликом извођења пљачки, заједно са другим повредама власништва, те као вид изражавања против-културног ауторитета; насиље је нормализовано у оквиру криминалних организација и локација које они контролишу. Док интензитет насиља зависи од злочина који изводи дата организација (као и њихова организацијска структура и културна традиција), агресивни акти могу варирати од благих физичких напада до убиства.

#### Убиство
Тешко убиство се развило из части и осветничких убистава Јакуза или Сицилијанске мафије која су донела велики физички и симболички значај на акт убиства, његову сврху и последице, као мање дискриминативан вид изражавања моћи, спровођења криминалног ауторитета, постизање освете или елиминисање супарника. Улога плаћеног убице је стално присутна кроз историју организованог криминала, да ли због ефикасности или пробитачности плаћања професионалног убице или због потребе за удаљавањем од извршења акта убиства (јавно, приватно или криминално), опет у зависности од ауторитета, освете или надметања. Убиства из освете, оружане пљачке, насилне расправе о контролисаним територијама и прекршаји против чланова заједнице се такође морају узети у обзир приликом проучавања динамике између различитих криминалних организација и њиховим супротним потребама.

#### Идеолошки злочин
Поред оних врста злочина који се сматрају класичним актовима организованог криминала као што су преваре, рекет и друге врста аката које имају за циљ акумулацију новчане добити, постоје и нетрадиционални актови организованог криминала који се извршавају ради политичке или идеолошке добити. Такве групе се најчешће називају терористичким организацијама.
Тероризам је смишљена употреба незаконитог насиља или претње незаконитим насиљем ради усађивања страха, с намером присиљавања или застрашивања власти или друштва како би се постигли циљеви који су уопштено политички, верски или идеолошки.
Не постоји универзално прихваћена, правно обавезујућа, правна дефиниција тероризма. Честе дефиниције тероризма се односе само на оне насилне актове који имају за циљ стварање страха (терора), који се изводе зарад религиозног, политичког или идеолошког циља, који намерно узимају за мету или не узимају у обзир сигурност неборбених маса (нпр., неутрална војна лица или цивили), и који се изводе од стране невладиних агенција. Неке дефиниције такође укључују и незаконито насиље и рат, посебно злочине против човечанства.
Међу познатијим терористичким групама су Ал Каида, Фронт ослобођења животиња, Армија Бога, Црна либерална армија, Савез, мач и рука Господа, Фронт ослобођења земље, ИРА, Радничка партија Курдистана, Ташкар-е Тајиба, Комунистичка организација 19. мај, Ред, ФАРК, Симбионичка армија ослобођења, Талибани, Уједињени ослободилачки фронт и Организација подземног времена. Нацистичке и фашистичке партије такође нису прихваћене у многим земљама.

#### Остали
- Трговина оружјем
- Подметање пожара
- Принуда
- Уцена
- Заштитни рекет
- Сексуални напад

### Финансијски криминал
Организоване криминалне групе прикупљају велике своте новца кроз активности као што је трговина наркотицима, кријумчарење оружја и финансијски криминал. Међутим, новац зарађен овим путем им не може бити од користи, осим ако није претворен у новчана средства за инвестирање у легитимне послове. Методе које организације овог типа користе за претварање прљавог новца у легитимне финансије охрабрују корупцију. Групе организованог криминала имају потребу да скривају нелегално порекло новца који зарађује, што доводи до експанзије група овог типа, узевши у обзир да прање новца има за сврху скривање порекла новца и његово конвертовање у корисну имовину. Прање новца има лош утицај на међународну и домаћу трговину, банкарску репутацију, као и на ефективну владавину права. Скоро је немогуће тачно прорачунати своте новца зарађених илегалним криминалним радњама, а Група финансијске акције против прања новца тврди да је "све у свему, апсолутно немогуће пружити сигурну процену опраног новца, те из тог разлога Група финансијске акције против прања новца не објављује никакве цифре које се тичу овог питања".
Прање новца, то јест све врсте финансијског криминала стога чине организовани криминал трећим по реду пословањем по масовности, одмах након међународне размене и нафте (Робинсон 1996). Убрзани пораст бављења прањем новца се заснива на:
- степену организованог криминала који му не дозвољава да постане готовински посао - групе овог типа немају много других опција, до да свој новац претворе у легитимне фондове, и то путем инвестирања, развијајући легитимне послове и купујући поседе;
- глобализацији комуникација и трговине - технологија је олакшала брзи пренос новца преко интернационалних граница групама које стално мењају своје технике рада да би избегли истрагу; и,
- мањку ефективних финансијских регулација у деловима глобалне економије.

Прање новца се изводи у три фазе:
- Постављање: група уклања мале износе новца у одређеним интервалима да би избегли сумњу; физичко уклањање новца померањем криминалних фондова у легитимни финансијски систем; ово може захтевати и саучесништво банке, мешање дозвољених и недозвољених фондова, куповине кешом и кријумчарење валута до сигурне зоне.
- Слојеви: прикривање трагова ради осујећивања потраге. Укључује стварање лажних папирних трагова, као и претварање новца у имовину.
- Интеграција: Претварање новца у чисту зараду која се може опорезовати куповањем некретнина, умешаност страних банака и лажне трансакције увоза и извоза.

Средства за прање новца:
- Трансфери новца, куповање робе на црном тржишту, коцкање, повећање умешаности у траг новца;
- Илегално банкарство и
- Легитимно банкарство и професионалци.

Услуге новчаних пошиљки
Поред обичног банкарства, међутим, новац и друге вредности могу бити пренесене путем такозваних услуга новчаних пошиљки, које постоје већ стотинама година у незападним друштвима. Ова врста службе је настала у југоисточној Азији и Индији, а корисници ових служби су преносили своју имовину уз помоћ агената. Агенти су, уз договор, преузимали новац у једној држави, а затим новац преносили у другу државу, предајући га рођацима или пријатељима корисника ове услуге, без ослањања на конвенционалне банкарске договоре. С обзиром да овакви системи послују изван конвенционалних банкарских система, овакви системи се називају алтернативним, нелегалним или паралелним банкарским системима. Они су непроменљиво легитимни и легални у многим земљама, иако се последњих деценија јавља бојазан да они могу бити коришћени зарад осујећивања борбе против прања новца и контролисања финансирања тероризма.

#### Фалсификовање
Организација за економску сарадњу и развој је 2007. године предложила да се у обим фалсификованих производа треба укључити храна, лекови, пестициди, електричне компоненте, дуван, па чак и кућни производи за чишћење, поред стандардних фалсификованих јединица као што су филмови, музика, књиге, игрице и други електрични уређаји, софтвери и модни артикли.
Квалитативне промене у трговини фалсификованих продуката су:
- Велико повећање појаве лажних добара који су штетни по здравље и безбедност;
- Већина продуката враћених власти су сада обични артикли, а не луксузни производи;
- Повећани број технолошких производа; и,
- Производња се сада врши на индустријској скали.[43]

#### Утаја пореза
Економски утицаји организованог криминала су често проучавани, како са теоретске, тако и са емпиријске стране, међутим, природа таквих активности често може бити погрешно протумачена. Степен таксације од стране националне државе, стопе незапослености, ниски приходи по домаћинству и ниво задовољности са владом и другим економским факторима доприносе све већој шанси да се криминалци баве утајом пореза, узевши у обзир да је већина организованог криминала почињено у минималном стању које се налази између легитимних и нелегитимних трговина, те ови економски фактори морају бити прилагођени ради осигуравања оптималне количине таксације без промовисања праксе утаје пореза. Као и код свих других врста организованог криминала, технолошки напредак је довео до лакшег чињења утаје пореза, који је бржи и глобалнијег типа. Могућност група организованог криминала да се користе лажним финансијским рачунима, рачунима ван земље, као и вођење синдиката за кријумчарење добара ради утаје увозног пореза потпомажу осигуравање финансијске одрживости, безбедности примењивања закона, опште анонимности и наставка бављења криминалних активности за ове групе.

### Сајбер криминал
Сајбер криминал (engl. Cyber crime) представља облик криминалног понашања, код кога се коришћење компјутерске технологије и информационих система испољава као начин извршења кривичног дела, где се компјутер или рачунарска мрежа употребљавају као средство или циљ извршења. Компјутери и компјутерска технологија се могу злоупотребљавати на разне начине, а сам криминалитет који се реализује помоћу компјутера може имати облик било ког од традиционалних видова криминалитета, као сто су крађе, утаје, проневере, док се подаци који се неовлашћено прибављају злоупотребом информационих система могу на разне начине користити за стицање противправне користи.
Може се констатовати да је сајбер криминал такав облик криминалног понашања код кога је сајбер окружење у коме се компјутерске мреже појављују као средство, циљ, доказ или окружење извршења кривичног дела. При томе се под сајбер простором, подразумева или врста “заједнице” сачињене од мреже компјутера у којој се елементи традиционалног друштва налазе у облику бајтова и битова или “простор који креирају компјутерске мреже”. Термин сајбер простор први је употребио Вилијам Гибсон у научно-фантастичној новели Неуромансер (engl. Neuromancer) 1984. године.

#### Крађа идентитета
Крађа идентитета представља један вид преваре, то јест крађе идентитета друге особе, при чему се починилац прави да је неко други преузимајући идентитет дате особе, углавном ради приступања или преузимања кредитних и других финансијских бенефиција у име особе чији идентитет преузима. Жртве крађе идентитета могу претрпети различите последице у случају да се сматрају одговорним за дела починилаца.

#### Интернет преваре
Интернет превара представља коришћење Интернет услуга или софтвера са Интернет приступом са циљем прибављања имовинске користи себи или другом или наношење штете. Представљају најраширенији облик компјутерског криминалитета. У рачунар се уносе нетачни подаци или се пропушта уношење тачних података или се на било који други начин рачунар користи за остваривање преваре. Број облика превара и начин њихове реализације немогуће је у потпуности сагледати јер се у пракси јављају како примитивне и грубе преваре тако и оне преваре код којих учиниоци испољавају висок степен вештине.
Због великог обима кривичних дела које обухватају Интернет преваре, широк је дијапазон њихових извршилаца. Том врстом превара се баве припадници свих старосних група – од малолетних лица, студената, па све до пензионера који су довољно приучени да укључе рачунар, активирају програм за нарезивање дискова, ископирају филмове, музику, рачунарске програме и те копије продају на улици или на велико. Мали део њих су врсни стручњаци за рачунаре.
Интернет преваре су створиле потребу за ангажовањем посебно технички обучених стручњака, али и реорганизацију државних органа. Закон о организацији и надлежности државних органа за борбу против високотехнолошког криминала предвиђа организовање и опремање посебних државних органа који ће се бавити овом области. Организована је посебна служба у МУП-у, посебно тужилаштво и посебно истражно и претресно одељење Окружног суда у Београду. Кривична дела из области високотехнолошког криминала су у искључивој надлежности тих органа.

#### Нарушавање ауторских права
Нарушавање ауторских права је неауторизована или забрањена употреба радова под лиценцом, кршећи ауторска права власника, међу којима су право на поновно стварање или извођење радова заштићеним ауторским правима и извођење новог уметничког дела на основу датог рада. Готово увек у домену грађанског процесног права, утицај и намера организованих криминалних операција у овој области криминала је постала тема многих расправа. Организоване криминалне групе стварају капитал уз саучесништво потрошача, напредак безбедности и анонимности технологије, тржишта у развоју и нове методе трансмисије производа, као и уз њихову константу природу пружа стабилну финансијску подлогу за друге области организованог криминала.

#### Информатичко ратовање
Информатичко ратовање се односи на политички мотивисан сајбер криминал ради вршења саботаже и шпијунаже. Дефинише се као активности од стране нације-државе ради пенетрирања компјутера или мрежа друге државе са намером изазивања цивилне штете или ремећења. Такође, сматра се "петим доменом ратовања," а Вилијам Џ. Лин, министар одбране САД, сматра да "као питање доктрине, Пентагон је званично признао сајбер простор као нови домен ратовања... [који] је постао довољно критичан простор, као што је то и земља, море, небо и свемир." Сајбер шпијунажа је пракса добијања поверљивих, осетљивих, власничких или класификованих информација од индивидуа, супарника, група или влада користећи се методама илегалне експлоатације на интернету, мрежама, софтверу и/или компјутерима. Такође, постоји и јасна војна, политичка или економска мотивација. Неосигуране информације могу бити пресретнуте и модификоване, што чини шпијунажу интернационално могућом. Скоро успостављена Сајбер команда Сједињених Америчких Држава тренутно преговара о томе да ли активности као што су комерцијална шпијунажа или крађа интелектуалне своје спадају под криминалне активности, или спадају под стварне "повреде националне безбедности"." Такође, војне активности које се користе компјутерима и сателитима за координацију подложне су ремећењу опреме. Наредбе и комуникација могу бити пресретнуте или замењене. Инфраструктура струје, воде, горива, комуникација и транспорта могу вити осетљиве на саботажу. Према Кларку, цивилно друштво је такође подложно ризику, јер не само да су повреде сигурности отишле изван украдених бројева кредитних картица, већ потенцијалне мете могу бити и електромреже, возови, па чак и берза.

#### Рачунарски вирус
Вирус је програм или код који се сам репликује у другим датотекама с којима долази у контакт.
Може се налазити и заразити било који програм, сектор за подизање рачунара, документ који подржава макронаредбе, тако да промени садржај те датотеке и у њу копира свој код.
Рачунарски вирус се обично састоји од два дела.
- Први део је самокопирајући код који омогућава размножавање вируса
- Други део је корисна информација која може бити безопасна или опасна.

Неки се састоје само од самокопирајућег кода.
Понекад вирус захтева интеракцију човека да би се размножавао попут покретање програма који садржи вирус или отварања неке заражене датотеке.
Први прави предак данашњих вируса био је Превадинг анимал који је био способан да се надодаје на друге програме на UNIVAC 1108 рачунарском систему. Први потврђен налаз рачуналног вируса је био 1981. и звао сеElk Cloner. Тај вирус је инфицирао BOOT сектор дискета за Apple II рачунаре. 1988. је био вирус Јерусалим који је брисао све покренуте програме, а 1989. Datacrime који је био способан извршити low-lewel формат нулте стазе на диску. Исте године у Бугарској је активирана права фирма вируса. Написао је неко (или више њих) до данас бар 50-ак вируса укључујући Нови Зеланд и Микеланђело.

#### DoS напад
или DDoS (енгл. Distributed Denial of service) напад је покушај нападача да учини рачунар недоступним корисницима којима је он намењен, он онеспособљава мрежу, рачунар или неки други део инфраструктуре на тај начин да их корисници не могу користити.
Већина DoS напада на интернету спада у једну од следеће три врсте:
1. Напад на рањиве делове мреже – слање неколико порука на рањиве апликације или оперативне системе који се извршавају на рачунару који је мета напада и на тај начин одређена услуга престаје са радом
2. Закрчење пропусног опсега – приступни линк нападнутог рачунара постаје загушен од пакета којима нападач преплављује нападнути рачунар чиме се спречава да прави пакети доспеју на одговарајући сервер.
3. Плављење везама – нападач успоставља велики број полуотворених или потпуно отворених  веза на рачунару који је мета напада и на тај начин рачунар постаје презаузет лажним везама до те мере да престаје да прихвата исправне везе[61].

### Криминал белог оковратника
Криминал белог оковратника је израз који у најширем смислу означава криминалне акте особа која припадају средњим и вишим слојевима неког друштва. У ужем смислу, криминал белог оковратника означава криминалне акте, односно кривична дела која су специфична за особе тог друштвеног статуса, а то су по правилу дела на пољу финансијског криминала, као што су преваре, подмићивање, проневере, кривотворење, утај пореза, инсајдерско трговање вредним документима, и слично.
Криминал белог оковратника се од осталих врста криминала разликује по томе што обично не изазива велику пажњу јавности, али ни пажњу правосудних органа државе. Разлози за то се налазе у чињеници да су починитељи ових врста криминалних дела обично финансијски добро ситуирани, као и повезани са водећим представницима власти, те стручно оспособљени да дуго времена прикривају своје злочине. Други важан разлог је у томе што криминал белог оковратника по правилу не садржи елементе насиља, па се стога не сматра као озбиљна претња од стране јавности или државе. Међутим, с друге стране, део економиста, социолога и криминолога сматра да је криминал белог оковратника далеко опаснији по друштво од других врста криминала, јер је у стању да озбиљно угрози финансијску сигурност државе, те да широким слојевима друштва начини далеко више штете него појединачни акти насиља и друге врсте криминала.

#### Корпоративни криминал
Корпоративни криминал се односи на криминал почињен или од стране корпорације, или од стране појединаца који се могу идентификовати са корпорацијом или другим пословним ентитетом. Међутим, одређене форме корпоративне корупције се не морају нужно сматрати криминалним радњама у случају да нису специфично илегалне по датом систему права, узевши у обзир да одређене јурисдикције дозвољавају инсајдерско трговање.

#### Радни рекет
Радни рекет се развио тридесетих година 20. века, вршећи јак утицај на секторе националне и интернационалне конструкције, рударства, производње енергије и транспорта. Активност се фокусира на увоз јефтине или присилне радне снаге, умешаност у синдикате и јавне званичнике (политичка корупција), и фалсификовање.

#### Политичка корупција
Политичка корупција представља употребу легислативне снаге од стране владиних званичника ради нелегитимне приватне добити. Злоупотреба владине моћи у друге сврхе, као што су политички прогон политичких противника и генерална полицијска бруталност, се не сматра политичком корупцијом, као што ни илегални акти приватних особа или корпорација нису директно повезани са владом. Илегални акт од стране особе на позицији спада под политичку корупцију само у случају да је дати акт директно повезан са званичним дужностима датог званичника. Облици корупције варирају, али укључују поткупљивање, уцену, кронизам, непотизам, меценство и проневеру. Иако корупција може бити вид финансирања других криминалних послова као што су трговина оружјем, прање новца, и трговина људима, не морају увек бити повезани са тим врстама криминалних радњи. Активности које израњају из илегалне корупције се разликују у зависности од државе или јурисдикције. У одређеним случајевима, владини званичници имају уске или лоше дефинисане моћи, што чини тешким прављење разлике између легалних и илегалних акција. Широм света, само поткупљивањем се процењује да се прикупља преко 1 милијарда америчких долара годишње. Стање необуздане политичке корупције се назива клептократија, са буквалним значењем "владавина лопова".

### Трговина наркотицима
Крајем 19. века и почетком 20. века, многе државе су почеле да забрањују поседовање или употребу одређених врста наркотика. Многи људи су наставили да користе наркотике који су тада постали нелегални, те су дате супстанце почеле да се појављују на црном тржишту. Иако су држава и закон покушавали да спрече илегалну продају наркотика, тржишни захтеви су омогућавали велики профит, што је послужило као мотив за формирање криминалних група које су настојале да наставе обезбеђивање потреба црног тржишта. Према проценама Уједињених нација, вредност црног тржишта наркотика на мало премашује вредност од 321, 6 милијарди америчких долара. Према проценама из 2004. године, 4% светске популације (око 162 милиона људи) употребљава канабис (који се у неким државама може купити легално ), а око 0,6% (22 милиона људи) канабис употребљава на дневној бази.

### Трговина људима
Трговина људима, према дефиницији Уједињених нација, значи врбовање, превоз, трансфер, смештај или прихват лица, употребом претње или употребом силе, у сврху експлоатације. Поред личних фактора који доводе поједине особе, посебно жене, у положај трафикинга, постоје и друштвени фактори као што су: незапосленост, сиромаштво, недостатак образовања, као и организовани криминал у виду секс индустрије.
Годишње око два милиона и 400 хиљада људи постају жртве трговине људима, а криминалне организације које се тима баве зарађују око три милијарде долара годишње.
Европски дан борбе против трговине људима обележава се 18. октобра.

#### Сексуална експлоатација
Трговина људима у сврху сексуалне експлоатација је главни узрок савременог сексуалног робља, а примарно се заснива на проституисању жена и деце. Сексуално робље представља скоро најчешћу форму присилне проституције. Термин "присилна проституција" се јавља у интернационалним и хуманитарним конвенцијама, али није довољно разумљив, те се не користи стално. "Присилна проституција" се углавном односи на услове контроле над особом која је приморана од стране другог лица да учествује у сексуалним активностима. Званични бројеви појединаца укључених у сексуално робље широм света варира. Године 2001. је Међународна организација за миграције дала процену од 400.000 појединаца, Федерални истражни биро 700.000 појединаца, а Уницеф око 1,75 милиона лица. Најчешће дестинације жртава трговине људима су Тајланд, Јапан, Израел, Белгија, Холандија, Немачка, Италија, Турска и Сједињене Америчке Државе, према извештају Канцеларије за наркотике и криминал Уједињених нација.

#### Илегална имиграција и кријумчарење људи
Кријумчарење људи се дефинише као "покушај, транспорт, покушај транспорта или илегалан улазак једне или више особа преко међународне границе, кршећи право једне или више држава, било тајно или путем обмане, као што је коришћење фалсификованих докумената". Термин се често користи заједно са термином кријумчарење миграната, што је дефинисано Конвенцијом Уједињених нација против транснационалног организованог криминала као "...набавка, ради добијања, директно или индиректно, финансијске или друге материјалне бенефиције, кроз илегалан улазак појединца у државу чији држављанин дато лице није". Ова пракса се повећала током последњих пар деценија и данас представља велики број илегалне имиграције у државама широм света. Кријумчарење људи се углавном дешава уз сагласност особе или особа које се кријумчаре, а најчешћи разлози због којих појединци желе да буду прокријумчарени су запослење и економске шансе, лично или породично побољшање, као и бег од прогона или конфликта.

#### Савремено робље и присилни рад
Данас број робова износи чак од 12 до 27 милиона. Ово је вероватно најмањи део робова у односу на остатак светске популације током историје. Већина њих су дужнички робови, углавном у јужној Азији, робови дужни зеленашима, некада чак и кроз неколико генерација. Ово је криминална индустрија која се најбрже развија и сматра се да ће највероватније у једном тренутку прерасти чак и трговину наркотицима.

## Историјско порекло

### Пре деветнаестог века
Данас, криминал се понекада сматра урбаним феноменом, али током већег дела људске историје, руралне области су се суочавале са већином криминалних аката. У већини случајева, у оквиру села, чланови су држали криминалне активности на врло ниском нивоу; међутим, странци, као што су били гусари, друмски разбојници, и бандити су нападали трговинске маршруте и путеве, понекад опасно пореметивши трговину, повећавајући цене, осигуравајуће квоте и цене корисницима. Према криминологу Полу Ландеу, "гусари и бандити су за преиндустријски свет били исто што је данас организовани криминал за модерно друштво."
Ако се пре оријентишемо на глобални него на стриктно домаћи став, постаје јасно да чак и криминал организованог типа има дуго, ако не и часно наслеђе. Реч 'thug' (насиље) јавља се још у 13. веку у Индији, када су Таги, или банде криминалаца, лутали од града до града, пљачкајући и бавећи се разбојништвом. Кријумчарење и трговина наркотицима су стари исто колико и брда у Азији и Африци, а постојеће криминалне организације у Италији и Јапану постоје већ неколико векова...
Како Ланде тврди, "Варварски освајачи, било Вандали, Готи, Нормани, Турци или Монголи се углавном не сматрају групама организованог криминала, али ипак деле многе особине које се повезују са криминалним организацијама. У већини случајева нису биле идеолошке, углавном су биле етнички засноване, користили су се насиљем и застрашивањем, и равнали су се по својим личним кодексима закона." Тероризам је повезан са организованим криминалом, али има политичку сврху а не финансијску, тако да постоји поклапање, али су ипак тероризам и организовани криминал две одвојене криминалне радње.

### Двадесети век
Коза Ностра модел Доналда Кресија је проучавао искључиво мафијашке породице, што сужава поље његових открића. Структуре су формалне и рационалне, са издвојеним задацима, ограничене на улаз, те утичу на правила успостављена зарад одржавања организованости и одрживости. У овом контексту, постоји разлика између организованог и професионалног криминала; постоји јасно дефинисана хијерархија улога за вође и чланове, што лежи у основи правила и одређених циљева који утврђују њихово понашање, а формирани су као социјални систем, који је рационално дизајниран ради повећања профита и добијања приступа забрањеним добрима. Албини сматра да се понашање организованог криминала састоји од мрежа заштитника и клијената, а не описује их као рационалне хијерархије или тајна друштва.
Мреже су карактеристичне по лабавом систему односа моћи. Сваки учесник има жељу да побољша свој положај. Лица која се баве криминалним активностима су покровитељи, и они размењују информације са својим клијентима ради добијања њихове подршке. Клијенти могу бити чланови банде, локални или национални политичари, органи власти, као и лица која се баве легитимним пословањем. Лица у мрежи не морају директно вити саставни део круга криминалне организације.
Сродство се сматра основом организованог криминала, више него структуре које Креси спомиње; у ово спадају и фиктивна кумства, афинитативне везе, као и везе засноване на крвном сродству, а групу дефинишу неличне акције, а не статус или афинитети чланова групе. Правила понашања и бихевиорални аспекти моћи обухватају следеће ставке:
- породица оперише као социјална јединица, са спојеним социјалним и пословним функцијама;
- позиције вођства, па све до средњег менаџмента су засноване на сродству;
- што је већа позиција, већи степен сродства је у питању;
- група додељује позиције вођства централној групи чланова породице, међу које спадају и фиктивна кумства;
- вођство над групом се додељује или на легалном или на илегалном пољу посла, никада над оба; и
- трансфер новца, са и ка легалним и илегалним пословима, врши се од стране појединца, не целе групе.

Јаке породичне везе се изводе из традиције јужне Италије, где је породица, уместо цркве или државе, основа социјалног реда и моралности.

#### „Неорганизовани криминал“ и теза избора
Један од најважнијих трендова који се јављају у криминолошкој студији организованог криминала последњих година јесте чињеница да сам организовани криминал, у формалном смислу, није ни мало организован. Докази који указују на то су: мањак централизоване контроле, непостојање формалних линија комуникације, фрагментована организацијска структура. Изразито је неорганизован. На пример, криминална мрежа у Сијетлу током седамдесетих и осамдесетих година 20. века се састојала од група бизнисмена, политичара и званичника који се баве спровођењем закона. Сви они су били повезани са националном мрежом посредством градоначелника Ланскија, који је вио врло моћан, али није било никаквог доказа да је сам Лански, или било ко други имао централизовану контролу над њима.
Иако су у неке видове криминала биле укључене надалеко чувене криминалне хијерархије града, криминална активност није била подређена централном вођству датих хијерархија, нити било којих других група, а такође није било активности ограничених на финитни број објектива. Мреже криминалаца које су биле укључене у дате криминалне активности нису показивале организацијску кохезију. Превише нагласка је стављено на мафију као извор контроле над организованим криминалом. Мафија је дефинитивно имала велику моћ, али је “била део хетерогеног подземља, мрежа коју карактерише комплексна мрежа веза." Групе организованог криминала су биле врло насилне и имале су за циљ зарађивање новца, али због мањка структуре и фрагментације објектива, биле су неорганизоване.
Даље студије су показале да ни бирократија ни сродство група нису примарне структуре организованог криминала, већ су то партнерства или серија партнерских пословања. Упркос овим закључцима, сва истраживања су приметила степен менаџерских активности у оквиру група које су проучавали. Све проучаване групе су поседовале степен упорности који може бити коришћен при концентрисању на идентификацију организацијских улога лица и догађаја, а не структуре групе. Постоје три главна приступа ка разумевању организација што се тиче њихових улога као социјалних система:
- организације као рационални системи: Високо формализоване структуре у смислу бирократија и хијерархије, са формалним системима правила што се тиче ауторитета и врло специфичних циљева;
- организације као природни системи: Учесници могу сматрати организацију саму по себи такву каква јесте, а не као средство испуњења циљева. Промовисање предности групе ради задржавања солидарности је врло важно. Њихова перверзност и насиље приликом поштовања веза и односа је често сјајна, али се карактеришу својим фокусом на повезаност између чланова, сарадника и њихових жртава; и,
- организације отворених система: висок ниво међусобне зависности између њих и средине у којој оперишу. Не постоји један начин на који су оне организоване и на који оне оперишу. Прилагодљиве су, и могу се мењати да би биле у складу са захтевима променљиве средине и ситуације.

Групе организованог криминала могу бити и комбинације ова три система.

#### Приступ међународне управе
Међународни консензус по питању дефинисања организованог криминала је постао важан од седамдесетих година 20. века као последице његове повећане распрострањености и утицаја. На пример, Уједињене нације су спровеле један 1976. године, а Европска унија 1998. године. Организовани криминал је “…криминална активност великих размера и комплексности коју изводе групе или појединци, било лабаво или врло организовани, ради обогаћивања лица која учествују, на рачун заједнице и њених чланова. Често се изводи кроз немилосрдно игнорисање било каквог закона, међу које спадају и оптужбе против датог лица, често у сарадњи са корумпираним политичким кругом.” (УН) “Криминална организација треба представљати трајну, структурисану повезаност два или више лица која раде у сагласности са неким ставом ради извршења злочина или других преступа кажњивих депривацијом слободе или казненом наредбом од најмање четири године, или неке озбиљније казне, узевши у обзир да ли се дати злочини или преступи завршавају тим путем или представљају начин прикупљања материјалних добара, и, у случају нужности, ако неприкладно утичу на рад јавних власти.” (ЕУ) Не приказују све групе исте карактеристике структура. Међутим, насиље и корупција, као и стварање бројних пословница и континуитет постоје зарад стварања есенције активности организованог криминала.
Постоји једанаест карактеристика Европске комисије и Европола које су важне за радну дефиницију организованог криминала. Шест њих морају бити задовољене, а четири искошене ставке су обавезне. Дате ставке су:
- више од две особе;
- њихови лични задаци;
- активност током продуженог или неодређеног периода времена;
- употреба дисциплине или контроле;
- вршење озбиљних криминалних прекршаја;
- оперисање на међународном или транснационалном нивоу;
- коришћење насиља или другог вида застрашивања;
- коришћење комерцијалних структура или структура које подсећају на класичне пословне структуре;
- умешаност у прање новца;
- вршење утицаја на политику, медије, јавну администрацију, судске власти или економију; и,
- мотивисани зарадом профита и/или моћи,

Конвенција против транснационалног организованог криминала Уједињених нација има сличну дефиницију:
- извршилац организованог криминала: структурисана група, три или више лица, један или више озбиљних злочина, ради стицања финансијске или друге материјалне добробити;
- озбиљан злочин: преступ кажњив казном од најмање четири године у затвору; и,
- структурисана група: Не насумично формирана, али нема потребу за формалном структуром.

Други наглашавају важност моћи, профита и вечности, дефинишући понашање организованих криминалаца следећим ставкама:
- неидеолошко: профит је главни мотив;
- хијерархијско: мало елите и много оперативаца;
- ограничено или ексклузивно чланство: одржавајући тајновитост и лојалност чланова;
- понавља се: процес регрутације и политика;
- вољни да се користе илегалним насиљем и поткупљивањем;
- специјализовани одељак за рад: ради достизања циља организације;
- монополистичко: контрола тржишта ради максималног профита; и,
- експлицитна правила и регулативе: Кодекси части.[101]

Дефиниције морају повезати легалне и социјалне елементе. Организовани криминал има широко распрострањене социјалне, политичке и економске утицаје. Користе се насиљем и корупцијом ради постизања својих циљева: “Када се групе организованог криминала примарно фокусирају на илегалне профите, оне систематски извршавају злочине који утичу на друштво, и врло су способне да успешно скривају своје активности, посебно прихватајући да се користе физичким насиљем или да елиминишу појединце који им стану на пут корупцијом .”
Погрешно је користити термин организовани криминал, иако представља јасан и добро дефинисан феномен. Докази о организованом криминалу “приказују мање организовани, врло разнолики спектар организованог криминала… економске активности ових организованих криминалаца могу бити боље описане са гледишта ‘криминалних трговина’ него са гледишта концептуално нејасних оквира као што је организовани криминал.” Многе дефиниције наглашавају ‘групну природу’ организованог криминала, ‘организацију’ њихових чланова, њихову употребу насиља или корупције ради достизања циљева, као и њен додатно јурисдикцијски карактер. Организовани криминал се може јавити у разним облицима, у различита времена и на различитим местима. Због великог варијетета дефиниција, постоји “јасна опасност” када се пита “шта је организовани криминал?” и очекује се једноставан одговор.

#### Локализација моћи и организовани криминал
Неки сматрају да се сав организовани криминал одвија на интернационалном нивоу, иако тренутно нема интернационалног суда који би могао да суди преступима који су резултат активности овог типа (Упућивање интернационалном криминалном суду се односи само на бављење људима који су осуђени за злочине против човечанства, као што је на пример геноцид). Ако мрежа оперише примарно из једне јурисдикције где извршава своје нелегалне активности, као и у другим јурисдикцијама, онда се може сматрати ‘интернационалном,' иако је можда више примерено користити термин ‘транснационалан’ само ради обележавања активности главних криминалних група које се одвијају не у једној јурисдикцији, већ у много њих. Разумевање организованог криминала је стога узнапредовало ка комбинованој интернационализацији и разумевању социјалних конфликата због моћи, контроле, ризика ефикасности и корисности, све у оквиру контекста организационе теорије. Акумулација социјалне, економске и политичке моћи су остале главне бриге свих криминалних организација:
- Социјална: криминалне групе покушавају да спроведу контролу у односу на одређене заједнице;
- Економска: покушавају да изврше утицај путем корупције и принудом легитимних и нелегитимних пракси; и,
- Политичка: криминалне групе се користе корупцијом и насиљем ради успостављања моћи и статуса.[105][106]

Савремени организовани криминал може бити врло различит у односу на традиционални мафијашки стил, посебно у погледу дистрибуције и централизације моћи, структуре ауторитета и концепта контроле нечије територије и организације. Постоји тенденција ван централизације моћи и ослањања на породичне везе ка фрагментацији структура и информалности веза у криминалним групама. Организовани криминал најчешће цвета када су централна власт и цивилно друштво неорганизовани, слаби и не може им се веровати.
Ово се може догодити у друштву које се налази у периодима политичких, економских или социјалних прекретница или транзиција, као што су промена власти или убрзани економски развој, посебно у случају да друштву фале јаке и успостављене институције, као и владавина права. Распад Совјетског Савеза и револуције 1989. године у источној Европи које су присуствовале паду Источног блока створиле су плодно тло за формирање и рад криминалних организација.
Најновији сектори у развоју организованог криминала су крађа идентитета и интернет уцена. Ове активности су проблематичне пошто обесхрабрују потрошаче од коришћења интернета за електронско пословање. Електронско пословање је требало да изравна разлику између малих и великих пословница, али пораст електронског организованог криминала води ка супротном ефекту; велике пословнице могу себи приуштити већу и јачу електронску заштиту. Даље, организовани криминал који се користи интернетом је теже уловити од стране полиције, узевши у обзир да већина агенција које се баве овим проблемом оперишу у оквиру локалне или националне јурисдикције док интернет олакшава криминалним организацијама да послују ван датих граница без откривања.
У прошлости су криминалне организације себе ограничавале својом потребом да се прошире, стављајући се у такмичарски однос међу собом. Ова компетитивност, која често води ка насиљу, користи се вредним изворима као што су људска снага (убијене или послате у затвор), опрема и финансије. У Сједињеним Америчким Државама, вођа Ирске мафије Винтер Хил банде (1980-их година) је постао доушник Федералног истражног бироа (ФБИ). Користио је овај положај да би елиминисано конкуренцију и консолидовао моћ у Бостону, што је довело до хапшења неколико старијих личности организованог криминала, међу којима је био и Ђенаро Анџиуло, друга личност криминалне породице Патријарка. Међусобна борба се некада дешава и у оквиру једне исте организације, као што је Кастељамерес рат током 1930–31. године, и ратови бостонске ирске мафије шездесетих и седамдесетих година 20. века.
Данашње криминалне организације све више сарађују међу собом, схвативши да је боље радити у сарадњи него такмичећи се међу собом. Ово је довело до пораста глобалних криминалних организација као што су МС-13 и Банда 18. улице. Америчка мафија у Сједињеним Америчким Државама је имала везе са италијанским групама организованог криминала, као што су Камора, 'Ндрангета, Уједињена Света Круна, и Сицилијанска мафија. Коза Ностра је такође врло познат и чест сарадник Ирске мафије, јапанске Јакузе и Руске мафије. Канцеларија Уједињених нација за наркотике и криминал је проценила да су групе организованог криминала 2005. године имале зараду од 322 милијарди америчких долара у имовини.
Овај пораст у сарадњи између криминалних организација је значио да ће и агенције које се њима баве морати да сарађују међу собом. Федерални истражни биро има један одељак који се бави искључиво организованим криминалом, са седиштем у Вашингтону, и познат је по сарадњи са другим националним (нпр., Државна полиција Италије, Руска федерална служба безбедности, и Краљевска канадска полиција), федералним (нпр., Канцеларија за алкохол, дуван, ватрено оружје и експлозиве, Управа за сузбијање дроге, Тајна служба Сједињених Америчких Држава, Обална стража САД и др.), државним и градским (локалним) агенцијама.

## Теоријска позадина

### Криминална психологија
Године 1981. је професор Лајонел Хауард описао четири начина на који психолози професионално учествују у криминалним поступцима. То су следећи начини:
Клинички: У овој ситуацији је психолог укључен у процену појединца ради пружања клиничког суда. Психолог се може користити средствима процене, интервјуом или психометричким средствима као испомоћ приликом стварања процене. Ове процене могу помоћи полицији или другим органима приликом одређивања начина опхођења према појединцу приликом испитивања.
Експериментални: У овом случају задатак психолога јесте спровођење истраживања ради обавештавања о случају. Ово може укључивати вршење експерименталних тестирања у сврху приказивања поенте или пружања детаљнијих информација суду. Ово може обухватати лажна сећања, испитивање кредибилитета сведока и друго.
Актуарски: Ова улога обухвата коришћење статистике ради пружања детаљнијих информација о случају.
Саветнички: У овом случају психолог може саветовати полицију о начину и методама настављања истраге. На пример, о најбољем начину испитивања појединаца, и тако даље.

#### Теорија рационалног избора
У криминологији, теорија рационалног избора представља утилитарно веровање да је човек разумно биће које процењује начине и методе, цене и бенефиције, те прави рационалне изборе. Ова теорија третира све људе рационалнима, који извршавају криминалне актове након узимања у обзир свих могућих ризика (као што су ризик од откривања или кажњавања), упоредивши их са добробитима које извршење датог злочина доноси, било да су личне, финансијске или друго. Овај метод су осмислили Корниш и Кларк као помоћ при размишљању о спречавању ситуацијских злочина. Сматра се да је злочин циљано понашање које има за циљ задовољавање баналних потреба починиоца за стварима као што су новац, статус, секс, задовољење, те да задовољење таквих потреба захтева доношење одређених одлука и избора, а оно је ограничено лимитима, способностима, и приступом релевантним информацијама.

#### Застрашивање
Теорија о застрашивању види криминално понашање као рефлексију индивидуалног, интерног прорачуна криминалаца чије су бенефиције повезане са повредом, а важније су од спознајних ризика. Спознајна снага, значај непогрешивости криминалних организација је директно пропорционална са врстама злочина који су почињени, њиховим интензитетом, као и степеном одговора заједнице. Бенефиције учествовања у организованом криминалу (веће финансијске награде, јача социоекономска контрола и утицај, заштита породице или блиских особа, спознајно ослобођење од 'тиранских' закона и норми) веома доприносе психологији прекршаја врло организованих група.

#### Теорија социјалног учења
Криминалци уче кроз међусобну сарадњу. Успех група организованог криминала је стога зависан од јачине њихове комуникације, као и од примењивања њихових система вредности, регрутовања и процеса обуке који се врше зарад одржавања, грађења или побољшања криминалних операција. Разумевање ове теорије приказује блиску сарадњу међу криминалцима, имитацију надређених, као и разумевање система вредности, процеса и ауторитета као главне покретаче организованог криминала. Интерперсонални односи дефинишу мотивацију која се развија код појединаца, са ефектом породичних или вршњачких криминалних активности, које су јак предсказивач међугенерацијских сукобљавања. Ова теорија се такође развила до степена када укључује и предности и мане појачања, што значи да стална криминална предузећа могу бити коришћена као помоћ при разумевању склоности ка одређеним злочинима или жртвама, нивоу интеграције у главну културу и вероватноће рецидивизма или успеха рехабилитације.

#### Теорија предузетништва
Према овој теорији, организовани криминал постоји јер легитимна тржишта не успевају да задовоље многе кориснике и потенцијалне кориснике. Висока потражња за одређеним добрима или услугама (нпр. наркотици, проституција, оружје, робље), низак ниво детекције ризика и високи профити воде ка стварању погодне средине за стварање предузетничким криминалним групама које ступају на поље трговине и профита пружајући та добра и услуге. Да би било успешно, мора постојати:
- одређено тржиште и,
- одређена стопа конзумације (потражње) ради одржавања профита и премашивања предвиђених ризика.[122][123]

Под овим условима се не охрабрује ривалитет, што осигурава да ће криминални монопол задржати сав профит. Легална замена добара или услуга може (повећањем ривалитета) приморати динамику операција организованог криминала да се прилагоди, као и мере застрашивања (смањивања потражње), рестрикција ресурса (контрола могућности снабдевања или производње).

#### Диференцијална асоцијација
Сатерланд тврди да је девијантност зависна од конфликтних група у оквиру друштва, као и да такве групе воде борбу око начина дефинисања шта је криминално или девијантно у оквиру једног друштва. Дакле, криминалне групе се ослањају на илегалне производње, стварање профита, протекционизам или социјалну контролу, као и покушај(повећањем операција или броја чланова) чињења самог организованог криминала прихватљивим. Ово такође објашњава и склоност криминалних организација ка развитку заштитног рекета, приморавања кроз употребу насиља, агресије и претње. Преокупираност методама прикупљања профита наглашава недостатак легитимних начина достизања економске и социјалне предности, као што то чини и организација криминала белог оковратника или политичке корупције (иако је дискутабилно да ли су засноване на богатству, моћи или оба). Способност утицања на социјалне норме и праксу кроз политички и економски утицај (као и вршење или нормализација криминогених потреба) се може дефинисати као теорије диференцијалне асоцијације.

### Критичка криминологија и социологија

#### Социјална дезорганизација
Теорија социјалне дезорганизације се примењује на улични криминал на нивоу једног суседства, те стога контекст активности банди, лабаво организованих криминалних удружења или мрежа, социоекономски демографски утицај, легитимни приступ јавним ресурсима, запослењу или образовању, као и мобилност пружају релевантност организованом криминалу. Заједнични живот виших и нижих друштвених класа може резултирати осећајем беса, непријатељства, социјалне неправде и фрустрираности. Криминалци се суочавају са немаштином, а притом сведоче о изобиљу и богатству које им је услишено и које је за њих скоро па немогуће постићи конвенционалним средствима. Концепт суседства представља средишњи део ове теорије, с обзиром да дефинише социјално учење, центар контроле, културалне утицаје и приступ социјалне шансе коју доживљавају криминалци и групе које они оформе. Страх од или недостатак поверења у главне ауторитете може такође бити главни доприносилац социјалној дезорганизацији; групе организованог криминала имитирају такве фигуре, и тако осигуравају контролу над супротном културом. Ова теорија се често види као насилно или анти-социјално понашање банди као рефлексије њихове социјалне дезорганизације, а не као производ или оруђе њихове организације.

#### Аномија
Социолог Роберт Мертон је сматрао да девијантност зависи од дефиниције успеха коју ствара једно друштво, и жеља појединаца за постизањем успеха кроз социјално дефинисане сфере. Криминалитет постаје привлачан када очекивање успешног испуњења циљева легитимним путем не може бити испуњено. Криминалне организације се користе стањима недостатка норми намећући криминогене потребе и незаконите начине ради њиховог достизања. Ово је коришћено као основа многих мета-теорија организованог криминала кроз интеграцију социјалног учења, културне девијантности и криминогених мотивација. Ако се криминал сматра функцијом аномије, организовано понашање ствара стабилност, повећава заштиту или безбедност, и може бити директно пропорционално тржишним снагама исказаним од стране предузетништва - или приступа заснованог на ризику. Неадекватно допремање легитимних шанси ограничава могућност појединаца да испуне вредне социолошке циљеве, те смањује вероватноћу да ће коришћење легалних шанси њима омогућити да задовоље своје циљеве.

#### Културална девијантност
Криминалци крше закон зато што припадају јединственој супкултури, а њихове вредности и норме се сукобе са нормама и вредностима радне, средње или више класе, на којима се заснивају криминални закони. Ова супкултура има заједничко алтернативни начин живота, језик и културу, која се углавном описује ставкама као што су грубост, да дато лице само решава своје проблеме и одбијањем ауторитета владе. Међу узорима су дилери наркотика, лопови и сводници, узевши у обзир да су они постигли успех и богатство које им није било надохват руке због социјално пружених шанси. Кроз моделовање организованог криминала као облика супкултуре је могуће спречити и ограничити деловање датих организација.

#### Теорија завере странаца
Према теоријама завера странаца, етничка припадност и статус аутсајдера (имигранти, или припадници мање доминантних етничких група), као и њихови утицаји се сматрају главним ставкама које воде ка већој распрострањености организованог криминала у друштву. Ова теорија наводи да су савремене структуре организованог криминала стекле значај током 1860-их година на Сицилији, као и да су елементи становништва Сицилије одговорни за стварање већег дела група организованог криминала у Европи и Северној Америци, у којима доминирају групе које су засноване на италијанским криминалним породицама. Белова теорија износи хипотезу да се етничка сукцесија дешава промовисањем вршења криминалних активности у оквиру обесправљеног или потлаченог становништва. Стога је рани организовани криминал, који је био доминиран од стране Сицилијанске мафије, сада замењен Ирском мафијом (ране 1900.те године), Аријанским братством (од 1960-их до данас), колумбијским Меделин и Кали картелима (од средине 1970-их до 1990-их), а у последње време и мексичким Тихуана картелом (крај 1980-их година до данас), Руском мафијом (од 1988. на даље), Ал Каидом (од 1988. до данас) и Талибанима (од 1994. године до данас). Многи сматрају да ово погрешно приказује и пренаглашава улогу етничке припадности у организованом криминалу. Супротност овој теорији чини чињеница да су синдикати развијени далеко пре масовне сицилијанске имиграције 1860-их година, када су се ови имигранти прикључивали полако широко распрострањеном феномену криминала и корупције.